# Robert Hvalc
Robert Hvalc, slovenski policist in veteran vojne za Slovenijo, * 1. januar 1969, Maribor, † 28. junij 1991, Maribor.

## Padel med opravljanjem dolžnosti
Kot pripadnik takratne milice je med opravljanjem dolžnosti 28. junija 1991 padel v boju. Postal je žrtev agresorjev JA. 
Pripadniki jugoslovanske armade so iz vojašnice Vojvode Mišiča iz avtomatskega orožja v času, ko bi naj veljalo premirje, streljali  na službeno vozilo milice, v katerem sta patruljirala miličnik Zdenko Lilek in rezervni miličnik Robert Hvalc. Robert Hvalc je podlegel poškodbam med prevozom v bolnišnico, Zdenko Lilek pa je bil hudo ranjen in je postal invalid. 
Robert Hvalc je pokopan na pokopališču na Pobrežju.

## Spomin
Mestna občina Maribor je leta 2001 postavila spominsko ploščo, posvečeno Josefu Šimčiku, Robertu Hvalcu in Borisu Adamu. Spominska plošča se nahaja na Ljubljanski ulici v Mariboru.
Leta 2019 je Policijsko veteransko društvo sever po Robertu Hvalcu poimenovalo spominsko sobo v stavbi policije na Trubarjevi ulici 19 v Mariboru.
Leta 2020 je Mestna občina Maribor novo ulico, ki se začne v križišču z Engelsovo ulico ter poteka južno od Ulice I. Internacionale in proti severozahodu ter se zaključi v krožišču hitre ceste, južno od trgovskega centra z naslovom Ulica I. internacionale 35, poimenovala »Ulica Roberta Hvalca«.
Leta 2023 je Policijsko veteransko združenje Sever na dvorišču stavbe policije v Marčičevi ulici 1 v Mariboru odkrilo doprsni kip Robertu Hvalcu, delo akademskega kiparja Boštjana Novaka.

## Odlikovanja in nagrade
Leta 1992 je Robert Hvalc posmrtno prejel častni znak svobode Republike Slovenije z naslednjo utemeljitvijo: »za izjemne zasluge pri obrambi svobode in uveljavljanju suverenosti Republike Slovenije«